# Bernáth Odett
Bernáth Odett (2002. szeptember 11. –) magyar influenszer, fitneszversenyző és személyi edző.

## Élete
Édesanyja Szendrei Esztella, korábbi egészségügyi dolgozó. Gyermekkorában 10 évig versenyszerűen táncolt. 2020–2025 között a Budapesti Gazdaságtudományi Egyetem kereskedelem és marketing alapszakán végzett levelező formában.
13 éves kora óta aktív a közösségi médiában, kezdetben a divattal, majd a fitnesszel kapcsolatban osztott meg tartalmakat. FITTODETT néven 2022-ben indította el saját márkáját és az azt áruló webshopját. 2023 januárjában a TikTok közösségi hálózaton 330 ezer, míg az Instagramon 100 ezer követővel rendelkezett.
A 2022-es az amerikai National Physique Committee Kökény Béla Classis regionális fitneszversenyének bikini divíziójának négy alkategóriájában győzedelmeskedett (az összesített győztes nem ő lett).
Tevékenysége és személye megosztó, sokak szerint káros.